# Людмил Фандъков
Людмил Паунов Фандъков е български офицер, инженер, генерал-майор от Строителните войски, сред пионерите на бадминтона в България.

## Биография
Роден е в Айтос на 9 май 1930 г.
Бил е командир на 6-та общостроителна дивизия в Пловдив Достига до поста заместник-началник на Строителните войски.
Още през 1967 г. участва в организирането на турнир по бадминтон в Пловдив. До 1992 г. е президент на Българската федерация по бадминтон.
На негово име е наречена купа по бадминтон.